# Исланд на Светском првенству у атлетици на отвореном 2013.
Исланд је учествовао на 14. Светском првенству у атлетици на отвореном 2013. одржаном у Москви од 10. до 18. августа четрнаести пут, односно на свим првенствима до данас. Репрезентацију Исланда представљала је једна атлетичарка која се такмичила у бацању копља. , 
На овом првенству Исланд није освојио ниједну медаљу, нити је постигнут неки рекорд.

## Резултати

### Жене
| Атлетичарка       | Дисциплина   | Лични рекорд | Квалификације | Квалификације | Полуфинале | Полуфинале | Финале                | Финале       | Детаљи |
| Атлетичарка       | Дисциплина   | Лични рекорд | Резултат      | Место         | Резултат   | Место      | Резултат              | Место        | Детаљи |
| ----------------- | ------------ | ------------ | ------------- | ------------- | ---------- | ---------- | --------------------- | ------------ | ------ |
| Асдис Хјалмсдотир | бацање копља | 62,77 НР     | 57,65         | 12. у гр. Б   |            |            | Није се квалификовала | 20 / 26 (27) |        |